# Qualificazioni al campionato mondiale di calcio 2022 - AFC - seconda fase - girone F
Questa voce raccoglie i risultati delle partite del girone F valido come secondo turno di qualificazione al Campionato mondiale di calcio 2022 per la zona di competenza dell'AFC.
| Squadra      | P.ti | G | V | P | S | RF | RS | DR  |
| ------------ | ---- | - | - | - | - | -- | -- | --- |
| Giappone     | 24   | 8 | 8 | 0 | 0 | 46 | 2  | +44 |
| Tagikistan   | 13   | 8 | 4 | 1 | 3 | 14 | 12 | +2  |
| Kirghizistan | 10   | 8 | 3 | 1 | 4 | 19 | 12 | +7  |
| Mongolia     | 6    | 8 | 2 | 0 | 6 | 3  | 27 | -24 |
| Birmania     | 6    | 8 | 2 | 0 | 6 | 6  | 35 | -29 |

## Risultati

### 1ª giornata
| Arbitro: | Arumughan |

|            |           |  |
| Amaraa 17’ | Marcatori |  |

| Arbitro: | Makhadmeh |

|                 |           |  |
| A. Džalilov 41’ | Marcatori |  |

### 2ª giornata
| Arbitro: | Hattab |

|  |           |                 |
|  | Marcatori | 81’ Da. Ėrgašev |

| Arbitro: | Ibrahim |

|  |           |                           |
|  | Marcatori | 16’ Nakajima 26’ Minamino |

### 3ª giornata
| Arbitro: | Chae |

|                                                                     |           |  |
| Minamino 22’ Yoshida 29’ Nagatomo 33’ Nagai 40’ Endo 57’ Kamada 82’ | Marcatori |  |

| Arbitro: | Al-Ali |

|                                                                        |           |  |
| Bernhardt 5’, 10’, 87’ (rig.) Şükürov 20’, 71’ Alykulov 26’ Kichin 45’ | Marcatori |  |

### 4ª giornata
| Arbitro: | Yehia |

|                      |           |                          |
| Tsedenbal 57’ (rig.) | Marcatori | 13’ Alykulov 42’ Murzaev |

| Arbitro: | Thamer |

|  |           |                             |
|  | Marcatori | 53’, 55’ Minamino 82’ Asano |

### 5ª giornata
| Arbitro: | Tufayelieh |

|                                                          |           |                                        |
| Suan Lam Mang 10’, 41’ Aung Thu 48’ Maung Maung Lwin 63’ | Marcatori | 36’ (rig.), 76’ M. Džalilov 57’ Vasiev |

| Arbitro: | Al-Hoish |

|  |           |                                   |
|  | Marcatori | 41’ (rig.) Minamino 54’ Haraguchi |

### 6ª giornata
| Arbitro: | Nasaruddin |

|                  |           |  |
| Hlaing Bo Bo 17’ | Marcatori |  |

| Arbitro: | Al-Jassim |

|              |           |                 |
| Kozubaev 83’ | Marcatori | 17’ Dž. Ėrgašev |

### 7ª giornata
| Arbitro: | Al Qaysi |

|                                           |           |  |
| M. Džalilov 3’ A. Džalilov 50’ Samiev 87’ | Marcatori |  |

| Arbitro: | Akrami |

|  |           | |
|  | Marcatori | 13’ Minamino 23’, 55’, 90+3’ Ōsako 26’ Kamada 33’ Morita 40’ (aut.) Tuya 68’, 90+3’ Inagaki 73’, 79’ Itō 79’, 87’ Furuhashi 90+1’ Asano |

### 8ª giornata
| Arbitro: | Al-Ali |

|                                                                                           |           |  |
| Minamino 8’, 66’ Ōsako 22’, 30’ (rig.), 36’, 49’, 88’ Morita 57’ Kamada 84’ Itakura 90+1’ | Marcatori |  |

| Arbitro: | Yehya |

|                  |           |                                                                                          |
| Hlaing Bo Bo 69’ | Marcatori | 22’ Rustamov 29’ Alykulov 34’ Musabekov 45’ Şükürov 45+2’, 61’, 78’ Murzaev 63’ Bôkôleev |

### 9ª giornata
| Arbitro: | Ming-Hsun Yu |

|  |           |               |
|  | Marcatori | 34’ Mijiddorj |

| Arbitro: | Al-Jassim |

|                                                    |           |               |
| Furuhashi 6’ Minamino 40’ Hashimoto 51’ Kawabe 71’ | Marcatori | 9’ Panjshanbe |

### 10ª giornata
| Arbitro: | Al-Ali |

|                                                    |           |  |
| Tursunov 34’ M. Džalilov 53’ Boboev 78’ Samiev 87’ | Marcatori |  |

| Arbitro: | Al-Yaquobi |

|                                                  |           |                      |
| Onaiwu 27’ (rig.), 31’, 33’ Sasaki 72’ Asano 77’ | Marcatori | 45+2’ (rig.) Murzaev |